# Биркун, Алексей Алексеевич
 Алексей Алексеевич Биркун  (7 февраля 1921, Белополье, Харьковская губерния — 1 декабря 2014, Симферополь) — патологоанатом, доктор медицинских наук (1961), профессор (1987). Заслуженный деятель науки и техники АР Крым (2000). Участник Великой Отечественной войны.

## Биография
Родился 7 февраля 1921 года в Белополье Сумской области Украинской ССР. Отец — Алексей Васильевич, мать — Маргарита Евгеньевна, урождённая Лайкова.
Участвовал в Великой Отечественной войне.
В 1952 году окончил Первый Московский государственный медицинский университет. Заинтересовался патологической анатомией в годы учёбы в институте; работал в научном студенческом кружке у академика А. И. Струкова, на 6-м курсе прошёл субординатуру на кафедре патологической анатомии под руководством академика А. И. Абрикосова.
По окончании института поступил учиться в аспирантуру кафедры патологической анатомии Крымского мединститута и в 1955 году после защиты диссертации «Восстановительные процессы в легких после оперативных вмешательств на них (экспериментально-морфологическое исследование)» получил степень кандидата медицинских наук.
В 1965 году защитил докторскую диссертацию на тему «Неспецифические процессы в легких при туберкулезе по данным морфологического исследования» (научный руководитель профессор Ирина Константиновна Есипова (1916—1997) и в 1966 году получил учёную степень доктора медицинских наук.
В разное время занимал должности: ассистент (1952—1961); доцент (1961—1967); учёный секретарь советов по присуждению ученой степени кандидата и доктора медицинских наук в Крымском медицинском институте (1961); профессор, зав. кафедрой патологической анатомии педиатрического факультета (1967—1987); профессор, зав. кафедрой патологической анатомии (1987—1988); профессор кафедры патологической анатомии (1988—2014); подготовил 17 кандидатов и 5 докторов медицинских наук.
Область научных интересов: патология при туберкулёзе лёгких, патология детского возраста, опухоли, врожденные пороки развития, заболевания желудочно-кишечного тракта, печени и поджелудочной железы, болезни глаз, женских половых органов и др. Его книга «Некоторые вопросы патологии легких» удостоена премии имени академика А. И. Абрикосова.
Был также членом Президиума правления Украинского Республиканского и правления Крымского областного научных обществ патологоанатомов, членом Украинской Республиканской проблемной комиссии «Морфология человека».
Был женат на Кларе Петровне Московченко. Их сын Алексей также стал учёным-медиком; в 2015 году защитил в Краснодаре кандидатскую диссертацию «Патогенетическое обоснование применения сурфактант-антибактериальной терапии при лечении воспалительных процессов в легких», в 2021 году в Симферополе — докторскую диссертацию «Научное обоснование комплекса мер по совершенствованию помощи при внегоспитальной остановке сердца».
Умер 1 декабря 2014 года в Симферополе; похоронен на симферопольском кладбище «Абдал-1».

## Награды и звания
- Заслуженный деятель науки и техники АР Крым (2000);
- Орден Отечественной войны 2-й степени;
- Медали «За освобождение Праги», «За победу над Германией», «20 лет победы в Великой Отечественной войне», «За доблестный труд в ознаменование 100-летия со дня рождения В. И. Ленина», «30 лет победы в Великой Отечественной войне», «50 лет победы в Великой Отечественной войне 1941-45 гг.», «60 лет освобождения Украины от фашистских захватчиков», «65 лет победы в Великой Отечественной войне 1941-45 гг.».